# 6374 Beslan
6374 Beslan è un asteroide della fascia principale. Scoperto nel 1986, presenta un'orbita caratterizzata da un semiasse maggiore pari a 3,1659829 UA e da un'eccentricità di 0,0872769, inclinata di 9,72421° rispetto all'eclittica.